# Chondryty enstatytowe

« Saint Sauveur » Chondryty enstatytowe EH5 1914

Chondryty enstatytowe – grupa meteorytów kamiennych. Jest to najrzadziej spotykany typ meteorytów kamiennych oznaczonych symbolem E. W chondrytach enstatytowych występuje żelazo w postaci metalicznej (kamacyt) i w połączeniu z siarką tworząc troilit (FeS, siarczek żelaza). W meteorytach tych występuje: enstatyt, minerał krzemianowy z magnezowej grupy piroksenów MgSiO3 (Mg2[Si2O6]). Może on tworzyć wyraźnie zarysowane struktury chondr enstatytowych. Poza tym w meteorytach tych występują: kwarc, trydymit, krystobalit. Brak w nim natomiast oliwinu oraz krzemianowych minerałów zawierających żelazo.
Pierwszym meteorytem opisanym z tej grupy, był meteoryt spadły w 1901 roku w południowo-zachodniej Finlandii. Jak dotąd największym chondrytem enstatytowym jest kanadyjski meteoryt Abee.